# Klaus Conrad (Mediziner)

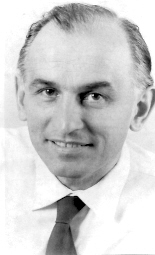
Klaus Conrad

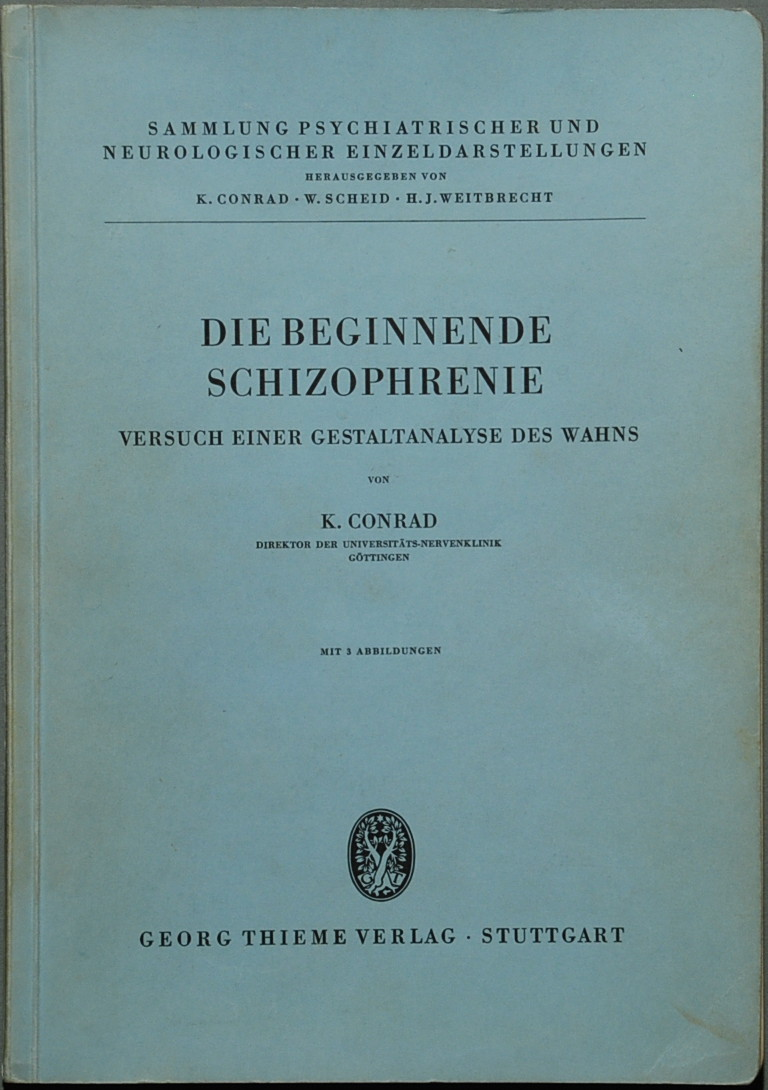
Original-Einband

Klaus Conrad (* 19. Juni 1905 in Reichenberg; † 5. Mai 1961 in Göttingen) war ein deutscher Neurologe und Psychiater mit wichtigen Beiträgen zur Neuropsychologie und Psychopathologie. Er war zuletzt ordentlicher Professor der Psychiatrie und Neurologie, Direktor der Universitäts-Nervenklinik in Göttingen seit 1958.

## Leben
Klaus Conrad wurde als Sohn des Nationalökonomen Otto Conrad in Reichenberg geboren. Als er vier Jahre alt war, wechselte die Familie nach Wien. Nach Besuch des humanistischen Gymnasiums entschied er sich nach dem Abitur für die Medizin und legte 1929 in Wien das Staatsexamen ab. Ein Studiensemester in London schuf eine dauerhafte Verbindung zur angelsächsischen Welt; so gewannen später Henry Head und John Hughlings Jackson einen gewichtigen Einfluss auf sein wissenschaftliches Denken. Er begann seinen Weg an der Wiener Klinik unter Otto Pötzl (1877–1962), setzte ihn fort an der Magdeburger Nervenklinik. Nach einem Studienaufenthalt am Hôpital Salpêtrière in Paris kam er 1933 an die Deutsche Forschungsanstalt für Psychiatrie in München, wo er Forschungen zur Erblichkeit der Epilepsie betrieb. Die Ergebnisse seiner Arbeiten konnten dazu verwendet werden, Zwangssterilisationen im Rahmen des „Gesetzes zur Verhütung erbkranken Nachwuchses“ zu begründen. Conrad trat dem NS-Dozentenbund bei und war dort Vertrauensmann. 1939 publizierte er im Handbuch der Erbbiologie einen Beitrag zum Thema Erbkreis der Epilepsie. Im selben Jahr holte ihn Ernst Kretschmer als Oberarzt an die Universitätsnervenklinik nach Marburg, und Conrad wurde Mitglied des NS-Ärztebundes. Am 20. April 1940 beantragte er die Aufnahme in die NSDAP und wurde zum 1. Juli desselben Jahres aufgenommen (Mitgliedsnummer 8.134.791). Ein Jahr darauf hatte er noch kurz vor seiner Einberufung zum Dienst als Truppenarzt eine umfassende Monographie fertiggestellt, in der er eine eigene Theorie über das Zustandekommen der durch Ernst Kretschmer beschriebenen Konstitutionstypen entwarf.

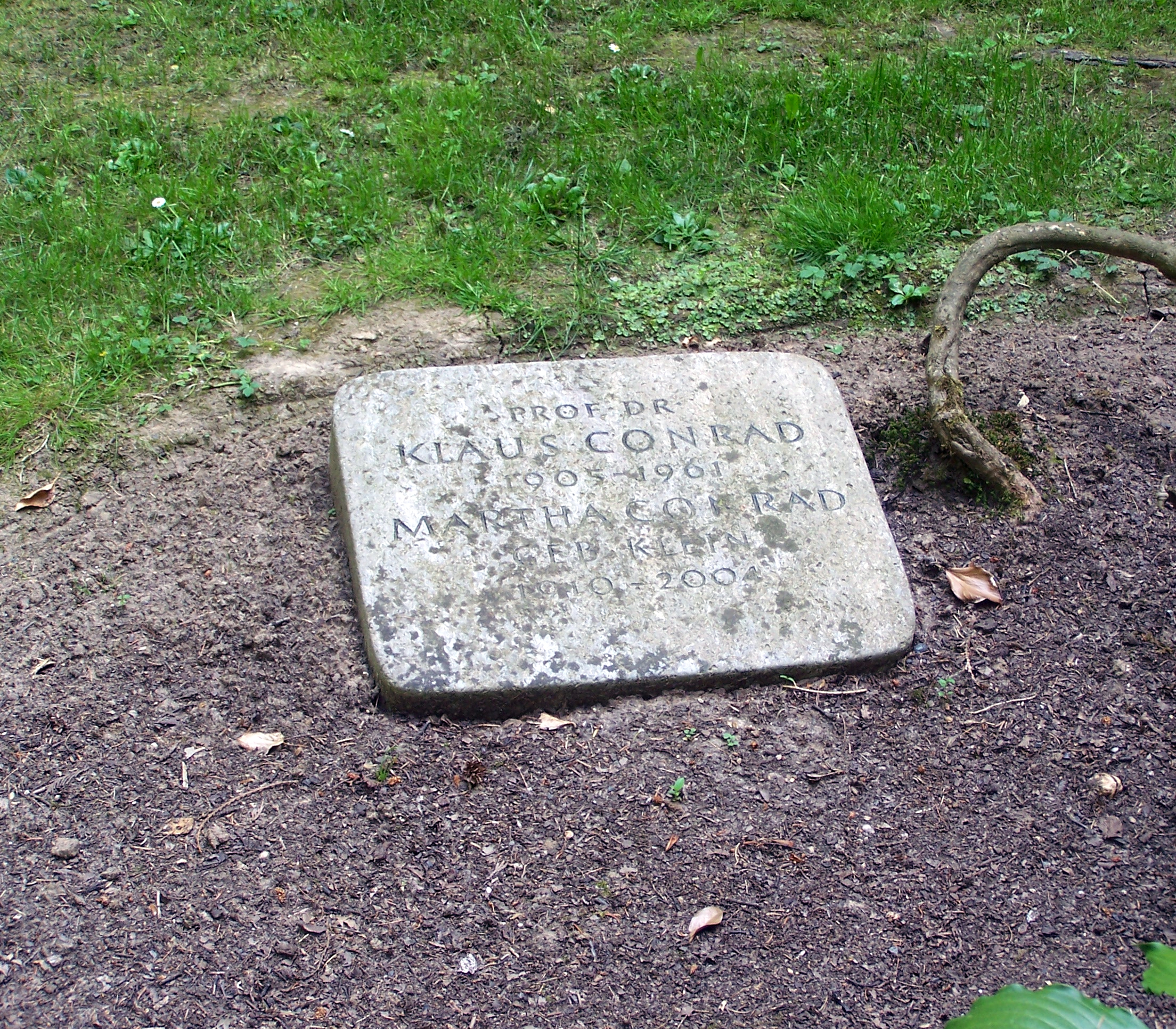
Stadtfriedhof Göttingen, Grab von Klaus Conrad

Als Leiter eines Sonderlazaretts für Hirnverletzte verfügte Conrad am Ende des Krieges über mehr als 800 sorgfältig selbst bearbeitete Fälle mit Hirnverletzungen, von denen über 200 aphasische Störungen hatten, die monatelang intensiv analysiert wurden. Immer wieder fand Conrad neue methodische Wege, um die gestaltpsychologischen Gesetzmäßigkeiten der verschiedenen Aphasieformen, der gestörten Wortfindung und der Alexie aufzuspüren. In seinen Strukturanalysen hirnpathologischer Fälle (1947–1949) legte er den Grund für eine hirnpathologisch fundierte allgemeine Psychopathologie auf gestalttheoretischer Grundlage.
1948 wurde Klaus Conrad an die Saar-Universität auf den neugeschaffenen Lehrstuhl für Psychiatrie und Neurologie berufen; 1958 wurde er als Nachfolger Gottfried Ewalds Direktor der Universitäts-Nervenklinik in Göttingen. Im gleichen Jahr, auf der Jahresversammlung der Psychiater in Bad Nauheim, schlug er vor, die nosologische Trennung von Schizophrenie und Zyklothymie endgültig aufzugeben.
Sein Hauptwerk ist Die beginnende Schizophrenie. Versuch einer Gestaltanalyse des Wahns (1958). Die Studie beschreibt Frühstadien der Schizophrenie sowie regelhaft-typische schizophrene Verläufe. Aus dieser Monographie sind die Begriffe „Trema“, „Apophänie“ und „Überstieg“ in den psychiatrischen Sprachgebrauch übernommen worden.
Knapp ein Jahr vor seinem Tod erschien Die symptomatischen Psychosen im zweiten Band von Psychiatrie der Gegenwart. Conrad war davon überzeugt, dass nur auf dem Wege der Hirnpathologie ein Zugang zum Psychose-Problem möglich ist, und führte damit die phänomenologische Psychopathologie wieder auf den medizinisch-naturwissenschaftlichen Boden hin.
1961 sollte Conrad Direktor des Münchner Max-Planck-Instituts für Psychiatrie werden, aber er starb vor Antritt des Postens.
Aus seiner Ehe mit Martha Conrad gingen vier Kinder hervor (Gisela, Bastian, Monika und Ursula).

## Schriften (Auswahl)
- mit Josef Lothar Entres, Ferdinand Adalbert Kehrer, Friedrich Meggendorfer, Kurt Pohlisch: Die erbliche Fallsucht. Der Erbveitstanz (Huntingtonsche Chorea). Der schwere Alkoholismus (= Handbuch der Erbkrankheiten. Hrsg. von Arthur Gütt. Bd. 3/6). Thieme, Leipzig 1940.
- Der Konstitutionstypus als genetisches Problem. Versuch einer genetischen Konstitutionslehre. Springer, Berlin 1941.
- Das Unbewusste als phänomenologisches Problem. In: Fortschritte der Neurologie und Psychiatrie. Bd. 25 (1957), S. 56–73.
- "Occulte" Phänomene im Lichte gestaltpsychologischer Forschung. In: Zeitschrift für experimentelle und angewandte Psychologie, Band 4 (1957), S. 363–383.
- Gestaltanalyse und Daseinsanalytik. In: Der Nervenarzt. Bd. 30 (1959), S. 405–410.
- Die symptomatischen Psychosen. In: Hans W. Gruhle (Hrsg.): Psychiatrie der Gegenwart. Bd. 2, Springer, Berlin 1960, S. 369–436.
- Die beginnende Schizophrenie. Versuch einer Gestaltanalyse des Wahns (= Sammlung psychiatrischer und neurologischer Einzeldarstellungen). Thieme, Stuttgart 1958; zuletzt: unveränderte Neuausgabe, 4. Auflage. Ed. Das Narrenschiff im Psychiatrie-Verlag, Bonn 2013, ISBN 978-3-88414-525-8.